# Академія комуністичного виховання імені Н. К. Крупської
Акаде́мія комуністи́чного вихова́ння і́мені Н. К. Кру́пської — вищий пед. заклад, засн. в Москві у 1919 під назвою «Академія соціального виховання».
З 1924 до 1931 роки Академія комуністичного виховання готувала працівників освіти і культури.
Мала факультети:
- 1) комуністичного виховання,
- 2) підготовки викладачів суспільних наук,
- 3) політосвітроботи,
- 4) організаційно - інспекторський.

В Академії комуністичного виховання проводилась наукова робота в галузі марксистської педагогіки.
У 1931 році на базі Академії комуністичного виховання був створений Інститут комуністичного виховання імені Надії Крупської.
За час свого існування (1919—1939) Академія комуністичного виховання готувала кадри для національних республікам СРСР, в тому числі України.

## Випускники
- Ізмайлов Азіз Емінович — радянський господарський, державний та політичний діяч, член-кореспондент АН Киргизької РСР.